# La Migration des cœurs
La Migration des cœurs est un roman publié en 1995 chez Robert Laffont, par l'écrivaine Maryse Condé.

## Présentation
En 1995, Maryse Condé publie, chez Robert Laffont, La Migration des cœurs,. Pour écrire cette œuvre romanesque, l'écrivaine d'expression française s'est inspirée du roman d'Emily Brontë : Les Hauts de Hurlevent. Elle transpose les landes du Yorkshire, comté rural anglais du début du XIXe siècle, dans l'île de la Guadeloupe, à l'ouverture du XXe siècle. Ainsi, elle garde les mêmes personnages de Cathy et Heathcliff (qui devient Razyé) mais les transpose dans une identité créole,. La famille Linton devient la famille De Linsseuil qui habite au domaine des Belles-Feuilles (et non plus Thrushcross Grange) et la famille Earnshaw devient la famille Gagneur qui habite au domaine de l'Engoulevent (comme Wuthering Heights). De ce fait, La Migration des cœurs peut être qualifié de réécriture postcoloniale,.
En 1998, sous le titre Windward Heights, le roman La Migration des cœurs est traduit en anglais par Richard Philcox, mari et traducteur de Maryse Condé.

### Résumé
Maryse Condé reste fidèle au roman de Brontë en racontant l'histoire de la revanche de Razyé sur la famille Linsseuil. Mais, contrairement au récit de Brontë, Condé fait en sorte que Cathy et Razyé aient un enfant, Cathy II. Le secret de cette liaison est toujours gardé et c'est à cause de cela que Cathy II et Razyé II se marient : poussés par un amour inexplicable, ils se sentent attirés l'un vers l'autre. Par la suite de leur liaison, ils ont également un enfant, une petite fille qui s'appelle Anthuria.
Razyé II et Cathy II se réfugient au Roseau et c'est seulement après la mort de Cathy II que Razyé II rentre au domaine de l'Engoulevent avec sa fille.
Le roman se construit par les récits de plusieurs personnages.

### Composition
Le roman se compose de 41 chapitres et est divisé en cinq parties qui représentent chacune l'une des îles (Cuba, Basse-Terre, Marie-Galante, Roseau) où se déroule l'histoire.

### Personnages principaux
- Anthuria : fille de Cathy II et Razyé II. Ce personnage n'existe pas dans le texte de Brontë.
- Aymeric : mari de Cathy, reprend le personnage d'Edgar Linton de Brontë.
- Cathy : Considérée comme une fille sauvage par sa famille, amante de Razyé, elle est mariée à Aymeric et surnommée "Man Razyé" dans le texte de Condé, ce qui veut dire Madame Razyé en créole.
- Cathy II : fille de Cathy et Razyé, épouse de Razyé II.
- Irmine Linsseuil : femme de Razyé , reprend le personnage d'Isabel Linton dans le texte de Brontë.
- Justin-Marie : fils de Justin Gagneur, il reprend personnage d'Hindley dans le texte de Brontë.
- Razyé : enfant trouvé par Hubert Gagneur, mais considéré comme un enfant naturel dans le texte de Condé. Il reprend le personnage d'Heathcliff dans le roman anglais. Condé a choisi ce prénom qui est une plante sauvage de Guadeloupe et renvoie ainsi aux landes du Yorkshire en Angleterre.
- Razyé II, ou Premier-né : enfant de Razyé et de sa femme, Irmine Linsseuil. Il est l'époux de Cathy II qui est aussi sa demi-sœur.

## Analyse

### Point de vue sur l'ordre social
Dans ce roman, Maryse Condé reprend des thèmes abordés par le livre d'Emily Brontë dont elle s'inspire. Elle explore et approfondit les rapports de domination, qu'is soient sociaux ou raciaux, les empêchements à la mobilité sociale et une société caraïbéenne racialement divisée et imprégnée de préjugés racistes, installés par la diffusion d'idéologies esclavagiste et colonialiste. À travers les interactions entre ses personnages noirs, métis ou békés, l'auteure expose des mentalités façonnées par un racisme devenu ordinaire, notamment l'intériorisation de représentations stigmatisantes par les personnes qui en sont victimes,. En outre, elle donne une voix aux « invisibles » : les femmes et les enfants.

### Choix du titre
Dans un entretien de 2016 avec Françoise Pfaff, l'écrivaine explique le titre de son roman La Migration des cœurs : « J'ai vu dans ce titre une manière d'exprimer que l'histoire se répétait ; il y avait une première génération avec Cathy qui était aimée par Razyé et par de Linsseuil et une deuxième génération avec Cathy II, fille de Cathy, aimée par Premier-né. »

### Source d'inspiration
Dans ce même entretien, Maryse Condé fait valoir la dimension caribéenne de son inspiration : « Je vois qu'une Antillaise, Jean Rhys, a écrit un livre La Prisonnière des Sargasses (traduction de Wide Sargasso Sea) à partir d'un ouvrage des sœurs Brontë, celui de Charlotte, intitulé Jane Eyre. À partir de cela, j'ai mieux compris ma passion pour Les Hauts de Hurlevent d'Emily Brontë. »

### Langue d'écriture
La Migration des cœurs est un texte écrit en français mais il est caractéristique du style tout à fait singulier de Maryse Condé qui mélange français et créole guadeloupéen, sans glossaire pour le lectorat.
Exemples :
- « Il lui traitait comme un jouet. Il lui appartenait, avec toutes les qualités des gros mots, les biguines les plus obscènes. Il se tordait à le voir danser en frétillant du bonda ou en pointant son sexe. Il l'encourageait à se déguiser en mas'à kongo ou en mas'à goudron[7]. »
- « Elle se levait en fredonnant tel ou tel air de biguine. C'étaient des Ban mwen an ti bo ou des Doudou ki jou? pas jodi la! »
- « Justin se tourna vers Razyé et lui cria comme à un chien: Dèro! Déro, mwen di-w! Mache! »
- « Ce procédé relève d'une volonté de « dépayser le lecteur qui se rappelle que c'est une histoire guadeloupéenne à travers les sons, les métaphores, les images[8]. »

Ce mélange linguistique fait l'objet d'une revendication stylistique visant à affirmer son statut d'écrivaine dans le champ littéraire francophone. De son point de vue, « Il n'y pas le français. Il y a le français de Proust, de Chateaubriand, de Maryse Condé. J'ai dit clairement par la suite: 'Je n'écris ni en français, ni en créole, j'écris en Maryse Condé.' C'était une réponse aux angoisses que j'avais connues d'utiliser une langue qui ne m'appartient pas. Le français et le créole appartiennent à ceux qui les utilisent. »